# Wermlands Allehanda
Wermlands Allehanda var en dagstidning som utgavs i Kristinehamn åren 1872-1915. Den politiska tendensen var frisinnad, "kristendoms- och nykterhetsvänlig". Tidningen utkom tre dagar i veckan och hade vanligen en upplaga på knappt 1 000 exemplar.
Tidningens ägare, redaktör och ansvarige utgivare var från 1876 till 1915 boktryckaren och den liberale politikern Fredrik Broström. Efter hans död fortsatte dottern Sophie Boström att utge tidningen en kortare tid innan den lades ned vid årets slut.